# Trixoscelis deserta
Trixoscelis deserta är en tvåvingeart som beskrevs av Axel Leonard Melander 1952. Trixoscelis deserta ingår i släktet Trixoscelis och familjen myllflugor.
Artens utbredningsområde är Kalifornien. Inga underarter finns listade i Catalogue of Life.